# Hanken Escuela de Economía
Hanken School of Economics ( sueco:Svenska handelshögskolan). También conocida como Hanken, es una escuela de negocios en Finlandia. Cuenta con dos campus, Helsinki y Vaasa.

## Historia
Hanken fue establecida en Helsinki el 1 de septiembre de 1909, lo que la convierte en una de las escuelas de negocios más antiguas del norte de Europa, únicamente un mes después de la Escuela de Economía de Estocolmo . Su primer nombre fue Högre Svenska Handelsläroverket . En 1927, se renombró Svenska Handelshögskolan. La licenciatura en economía inició en 1928, y las cátedras se introdujeron en 1934. La primera tesis doctoral se defendió en 1944. En 1980, Hanken abrió el campus en Vaasa con el objetivo de desarrollar la educación empresarial en la región de Osthrobotnia, una región Finlandesa con una gran proporción de población de habla sueca.

## Rankings y Acreditaciones
Hanken ha recibido la acreditación Triple Corona (acreditaciones por las tres mayores organizaciones: AACSB, AMBA y EQUIS ).

## Grados y programas
Hanken ofrece títulos universitarios en economía, marketing, administración y contabilidad en los grados de licenciatura, maestría y doctorado. Los programas se ofrecen tanto en sueco como en inglés. 

## Organización y administración
Hanken están organizada en cuatro departamentos académicos (Contabilidad y Derecho Comercial, Finanzas y Economía, Administración, Mercadotecnia), además de un centro de idiomas. Hanken mantiene varios centros de investigación académica, incluyendo el Centro de Marketing Relacional y de Gestión de Servicios, CERS.  